# Polewik

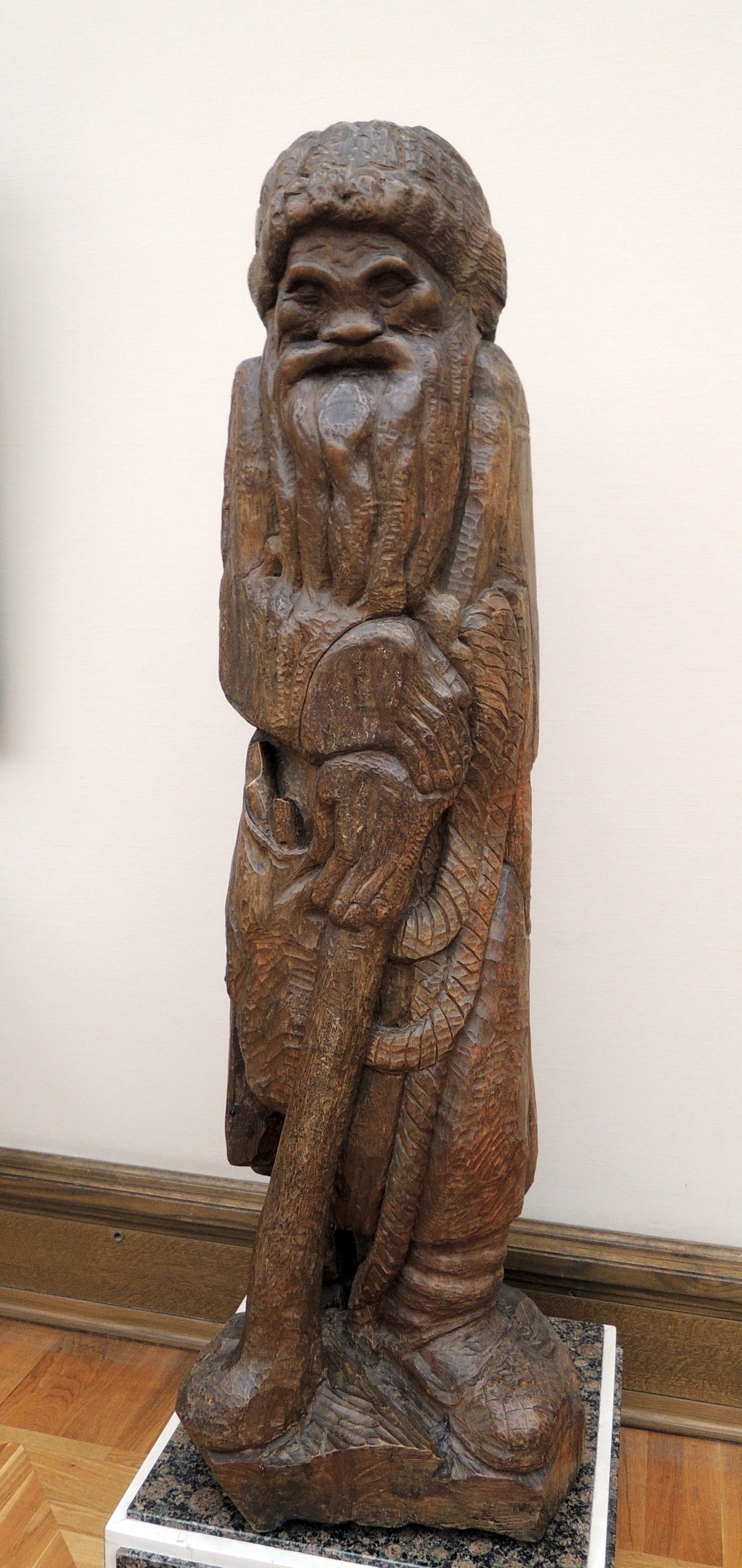
Skulptur eines Polewik in der Tretjakow-Galerie

Polewik (russisch Полевик) ist ein Naturgeist aus der slawischen Mythologie.
Sie gelten als die Beschützer der Felder. Manchmal variierte ihr Aussehen von Region zu Region. Es heißt, sie hätten einen Körper „so schwarz wie die Erde“, zwei verschiedenfarbige Augen und langes, grünes Gras anstelle von Haar. Oder sie konnten weiß gekleidet oder mit feuerfarbiger Wolle bedeckt sein. Der Polewik konnte auch seine Größe ändern. Im Gras war er so groß wie ein Grashalm und im Roggen so groß wie ein Maiskolben. In Polesien soll er in seltenen Fällen in Form einer Schlange aufgetreten sein. Manchmal wurde der Polewik mit dem Wind in Verbindung gebracht, der über die Ähren strich.
Polewiks sollen beim Ernten und Einbringen der Ernte helfen und Menschen mittags vom Feld vertreiben, wenn die Sonne ihnen schaden könnte. Polewiks wurden mit nächtlichen Irrlichtern in Verbindung gebracht, die Passanten in die Irre führten. Um zu verhindern, dass Kinder die Ernte zertrampeln, erschreckt der Polewik sie und führt sie auf das Feld, wo sie lange umherirrten ohne zu wissen, wie sie zur Straße gelangen sollten. Wenn jemand betrunken auf dem Feld einschläft könnte der Polewik ihn angreifen und töten.
Am Ende der Ernte erwartet er eine überhöhte Bezahlung. Um dies zu verhindern, muss angeblich im Voraus ein Vertrag aufgesetzt werden, in dem genau festgelegt wird, was er für seine Hilfe bekommt und die Bezahlung wird nachts auf dem Feld für ihn hinterlassen. Normalerweise entscheidet der Polewik, dass es die Mühe nicht wert ist, und zieht weiter. Bauern lassen etwas zusätzliches Getreide auf den Feldern als Trankopfer für sie zurück.  Polewiks sollen sich vor Sicheln fürchten und vor ihnen fliehen.
In der Kunst erscheint der Polewik unter anderem als Figur in Alexei Tolstois Märchen Polewik aus dem literarischen Zyklus Russalka (1909). Eine 1910 von Sergei Konjonkow entworfene Skulptur eines Polewik ist in der Tretjakow-Galerie ausgestellt.